# Università di scienze e tecnologie del Togo
L'Università di scienze e tecnologie del Togo (francese: Université des sciences et technologies du Togo abbreviata in USTTG o UST-Togo) è un'università privata, membro della RUSTA, situata a Lomé in Togo.